# 2015 en informatique
2014 en informatique - 2015 - 2016 en informatique
Cet article présente les faits marquants de l'année 2015 en informatique.

## Événements
- Google devient une filiale du nouveau groupe Alphabet le 10 août 2015.
- Annonce du rapprochement entre Dell et EMC Corporation[1]

## Normes
- Version 2 de HTTP le 15 mai

## Logiciel
- Microsoft Edge 1 est sorti en même temps que Windows 10
- GCC 5 le  22 avril[2]
- Ouverture du code source de TensorFlow par Google, outil d'apprentissage automatique[3]

### Système d'exploitation
- 29 juillet 2015 : sortie de Windows 10[4].
- 14 juillet 2015 : fin du support étendu[Quoi ?] de Windows Server 2003 R2.
- BSD
  - FreeBSD
  - OpenBSD
    - 5.7 le 1 mai

  - NetBSD
  - PCBSD
  - DragonFly BSD
- Noyau Linux :
  - 3.19 le 9 février
  - 4.0 le 13 avril
- Distribution Linux :
  - Debian
    - 8 le 25 avril

  - Fedora
  - Mageia
    - 5 attendue

  - OpenSUSE
  - Ubuntu
    - 15.04 le 23 avril

  - Mint
    - 17.2 attendue
- GNOME
  - 3.16 le 25 mars
- KDE
  - 4.15 attendu

## Matériel
- Des processeurs Skylake sont attendus chez Intel;